# Capital Lituana de la Cultura

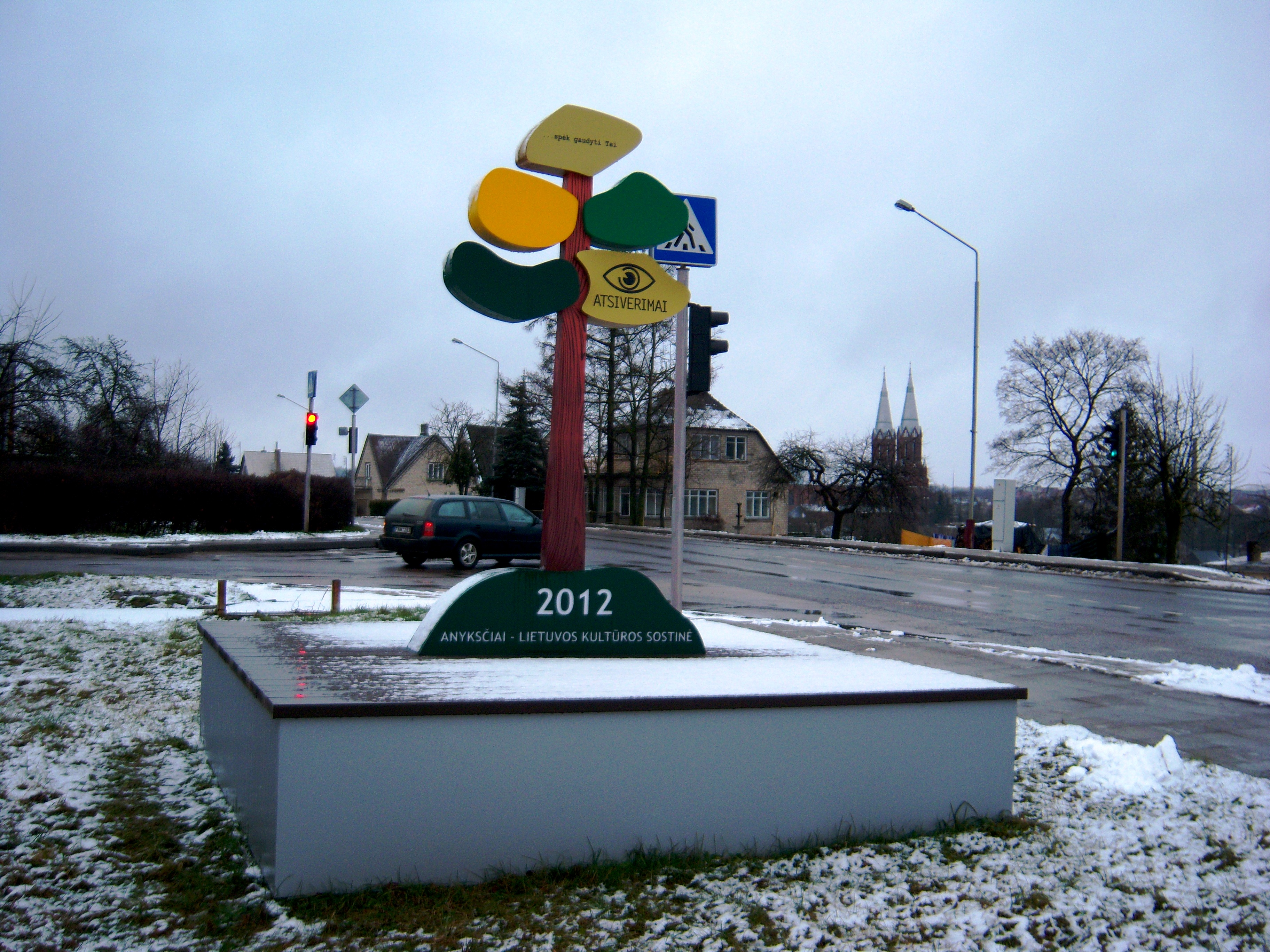
Senyal de la Capital Lituana de la Cultura 2012, Anykščiai

La Capital Lituana de la Cultura (en lituà:Lietuvos kultūros sostinė) és una ciutat designada per un període d'un any durant el qual aquesta té l'oportunitat de mostrar la seva vida cultural i desenvolupament cultural. Aquest programa va començar l'any 2008, i l'encarregat de designar les ciutats és el Ministeri de Cultura de Lituània.

## Ciutats
- 2008: Zarasai
- 2009: Plungė
- 2010: Ramygala
- 2011: Šilutė
- 2012: Anykščiai
- 2013: Palanga
- 2014: Panevėžys
- 2015: Joniškis
- 2016: Telšiai